# André Onana
André Onana (ur. 2 kwietnia 1996 w Nkol Ngok) – kameruński piłkarz, występujący na pozycji bramkarza w Manchesterze United. Reprezentant Kamerunu. Brązowy medalista Puchar Narodów Afryki 2021. Uczestnik Pucharu Narodów Afryki 2019, 2024 i Mistrzostw Świata 2022.

## Kariera klubowa
Urodzony w Nkol Ngok, Onana dołączył do FC Barcelony w 2010, w wieku 13 lat. Na początku stycznia 2015 ogłoszono, że dołączył do holenderskiego Ajaxu Amsterdam, a umowa obowiązywać będzie od lipca 2015. Zadebiutował w drugiej drużynie Jong Ajax w rozgrywkach Eerste Divisie w lutym 2015. W maju 2017 podpisał nową umowę z Ajaxem, obowiązującą do 2021. W sezonie 2016/17 stał się podstawowym bramkarzem Ajaxu. Wystąpił w przegranym finale Ligi Europejskiej przeciwko Manchesterowi United. 5 lutego 2021 został oficjalnie zawieszony przez UEFA na okres 12 miesięcy z powodu wykrycia w moczu piłkarza niedozwolonej substancji o nazwie Furosemid. Zawieszenie dotyczyło rozgrywek krajowych i międzynarodowych. W czerwcu Sportowy Sąd Arbitrażowy skrócił czas zawieszenia do dziewięciu miesięcy.
20 lipca 2023 roku podpisał pięcioletni kontrakt z opcją przedłużenia o kolejny rok z Manchesterem United. André Onana został zakupiony za 52,5 miliona euro, stając się najdroższym bramkarzem w historii Manchesteru. W nowym klubie zadebiutował 14 sierpnia 2023 roku w wygranym 1:0 meczu przeciwko Wolverhampton Wanderers, rozgrywając całe spotkanie.

## Kariera reprezentacyjna
Onana reprezentował Kamerun w kategorii wiekowej U-20. W maju 2016 dostał powołanie do dorosłej kadry na mecz z Francją. We wrześniu 2016 zadebiutował w przegranym 1:2 spotkaniu z Gabonem.

## Życie prywatne
Kuzyn Onany, Fabrice Ondoa, również jest piłkarzem i także gra na pozycji bramkarza.

## Statystyki

### Klubowe
(aktualne na 12 sierpnia 2025)
| Klub               | Sezon              | Liga               | Liga | Liga | Puchar kraju | Puchar kraju | Puchar ligi | Puchar ligi | Europa | Europa | Inne | Inne | Suma | Suma |
| Klub               | Sezon              | Liga               | M    | B    | M            | B            | M           | B           | M      | B      | M    | B    | M    | B    |
| ------------------ | ------------------ | ------------------ | ---- | ---- | ------------ | ------------ | ----------- | ----------- | ------ | ------ | ---- | ---- | ---- | ---- |
| Jong Ajax          | 2014/15            | Eerste divisie     | 13   | 0    | –            | –            | –           | –           | –      | –      | –    | –    | 13   | 0    |
| Jong Ajax          | 2015/16            | Eerste divisie     | 24   | 0    | –            | –            | –           | –           | –      | –      | –    | –    | 24   | 0    |
| Jong Ajax          | 2016/17            | Eerste divisie     | 2    | 0    | –            | –            | –           | –           | –      | –      | –    | –    | 2    | 0    |
| AFC Ajax           | 2016/17            | Eredivisie         | 32   | 0    | 0            | 0            | –           | –           | 14     | 0      | –    | –    | 46   | 0    |
| AFC Ajax           | 2017/18            | Eredivisie         | 33   | 0    | 1            | 0            | –           | –           | 4      | 0      | –    | –    | 38   | 0    |
| AFC Ajax           | 2018/19            | Eredivisie         | 33   | 0    | 4            | 0            | –           | –           | 18     | 0      | –    | –    | 55   | 0    |
| AFC Ajax           | 2019/20            | Eredivisie         | 24   | 0    | 3            | 0            | –           | –           | 11     | 0      | 1    | 0    | 39   | 0    |
| AFC Ajax           | 2020/21            | Eredivisie         | 20   | 0    | 0            | 0            | –           | –           | 6      | 0      | –    | –    | 26   | 0    |
| AFC Ajax           | 2021/22            | Eredivisie         | 6    | 0    | 2            | 0            | –           | –           | 2      | 0      | –    | –    | 10   | 0    |
| Inter Mediolan     | 2022/23            | Serie A            | 24   | 0    | 3            | 0            | –           | –           | 13     | 0      | 1    | 0    | 41   | 0    |
| Manchester United  | 2023/24            | Premier League     | 38   | 0    | 5            | 0            | 2           | 0           | 6      | 0      | –    | –    | 51   | 0    |
| Manchester United  | 2024/25            | Premier League     | 34   | 0    | 2            | 0            | 0           | 0           | 13     | 0      | 1    | 0    | 50   | 0    |
| Manchester United  | 2025/26            | Premier League     | 0    | 0    | 0            | 0            | 0           | 0           | –      | –      | –    | –    | 0    | 0    |
| Ogólnie w karierze | Ogólnie w karierze | Ogólnie w karierze | 283  | 0    | 20           | 0            | 2           | 0           | 87     | 0      | 3    | 0    | 395  | 0    |

## Sukcesy

### AFC Ajax
- Mistrzostwo Holandii: 2018/2019, 2020/2021, 2021/2022
- Puchar Holandii: 2018/2019, 2020/2021
- Superpuchar Holandii: 2019

### Inter Mediolan
- Superpuchar Włoch: 2022
- Puchar Włoch: 2022/2023

### Manchester United
- Puchar Anglii: 2023/2024

### Reprezentacyjne
Puchar Narodów Afryki
- 3. miejsce: 2021

### Wyróżnienia
- Piłkarz roku w Kamerunie: 2018
- Najlepszy afrykański bramkarz: 2018
- Drużyna roku Eredivisie: 2018/2019